# Умм Хаким бинт аль-Харис ибн Хишам
Умм Хаким бинт аль-Харис ибн Хишам (араб. أم حكيم بنت الحارث إبن هشام‎; род. Мекка) — сподвижница исламского пророка Мухаммеда. Она была женой Умара ибн аль-Хаттаба, второго праведного халифа.

## Биография
Умм Хаким была дочерью аль-Хариса ибн Хишама из мекканского клана Бану Махзум (сына Хишама ибн аль-Мугира, внука Аль-Мугира ибн Абдуллаха). Её мать звали Фатима бинт аль-Валид ибн аль-Мугира ибн Абдуллах ибн Умар ибн Махзум, которая была дочерью Валида ибн аль-Мугиры.
Она была женой Икримы ибн Абу Джахля, который погиб в битве при Ярмуке.
Согласно другому источнику, она вышла замуж за Абу Саида Халида ибн Саида вечером накануне битвы при Мардж аль-Саффаре. Абу Саид был убит в этой битве.
Позже, в 636 году, она вышла замуж за Умара ибн аль-Хаттаба, от которого у неё родилась дочь по имени Фатима.

## Битва при Ухуде
В марте 625 года в битве при Ухуде она сопровождала Икриму и других курайшитов Мекки, которые сражались против мусульман. Она, вместе с другими женщинами, била в барабаны, когда они вели группу женщин-курайшитов на поле битвы.

## Завоевание Мекки
В 630 году, когда мусульмане завоевали Мекку, Умм Хаким вместе с другими курайшитами приняла ислам. Впоследствии Умм Хаким убедила своего мужа Икриму принять ислам.

## Битва при Мардж аль-Саффар
В 634 году, после того, как Абу Саид был убит, Умм Хаким в одиночку убила семерых византийских солдат шестом палатки возле моста, который теперь известен как мост Умм Хаким около Дамаска, во время битвы при Мардж аль-Саффаре.